# James J. Murakami
James J. Murakami foi um diretor de arte norte-americano. Como reconhecimento, foi nomeado ao Oscar 2009 na categoria de Melhor Direção de Arte por Changeling.